# 't Plat
 't Plat  is een natuurgebied in het zuidwesten van de Belgische gemeente Pelt en het daarbij behorende gehucht Holheide. Het gebied wordt beheerd door Natuurpunt en is ongeveer 30 ha groot.
't Plat is gelegen op ongeveer 45 meter hoogte, aan de bovenloop van de Holvense beek. Het nabijgelegen gehucht Holven, later onderdeel van Holheide, dankt zijn naam aan dit moerassige gebied.

## Geschiedenis
In 't Plat werd vroeger turf gestoken door de boeren, die het als brandstof gebruikten. Er kwam vanouds veel kwel voor.
Begin 1941 trachtte de Duitse bezetter het gebied te ontginnen en zette daarvoor 164 Joden in, die aanvankelijk een beperkte bewegingsvrijheid hadden. In augustus werden deze activiteiten gestaakt, en werden 88 van hen naar Auschwitz gedeporteerd, waar de meesten van hen omkwamen.

## Natuur
Tegenwoordig is het gebied droger dan vroeger, maar er is nog steeds een afwisseling van natte en droge heide, gagelstruwelen, broekbossen en ruigten. Een schaapskudde zorgt voor het openhouden van de heide.
Naast tal van amfibieën vindt men hier onder andere de hazelworm en de levendbarende hagedis. Verder komen er zeker 17 soorten libellen voor. Er broeden tientallen vogelsoorten en ook komen talrijke vogels hier overwinteren. Van de planten kunnen worden genoemd: zonnedauw en moeraswolfsklauw.